# Honshū Kagaku Kōgyō
Honshū Kagaku Kōgyō K.K. (jap. 本州化学工業株式会社, ~ Kabushiki-gaisha, dt. „Chemieunternehmen Honshū“, engl. Honshu Chemical Industry Co., Ltd.) ist ein japanisches Chemieunternehmen auf der Hauptinsel Honshū.
Das Unternehmen wurde 1914 in Wakayama gegründet und errichtete die erste Benzol-Destillationsanlage Japans und produzierte bald darauf auch Anilin. Heute ist es ein Hersteller von Feinchemikalien.
In Bitterfeld betreibt Honshū Kagaku Kōgyō ein Gemeinschaftsunternehmen mit der Bayer AG zur Herstellung von Spezial-Bisphenolen.

## Produkte
- Bisphenol C
- Bisphenol Z
- Bisphenol AP
- Bisphenol TMC
- Trisphenol-PA-MF (Photoresist)
- 2,3,5-Trimethylphenol (Photoresist)
- 2,5-Xylenol (Grundstoff)
- Biphenol (Grundstoff für Flüssigkristalle)
- 2,3,6-Trimethylphenol (Grundstoff für Vitamin E)